# Pastelería creativa
La pastelería o repostería creativa, es la sublimación artística de la pastelería tradicional. El precursor inicial de este tipo de pastelería fue Dewey McKinley Wilton, que desde 1929 impartió clases en su escuela privada de Chicago, cuyo método “Método Wilton de decoración de pasteles”, sigue vivo y en auge a día de hoy. Posteriormente, en 1956, la empresa PME cake haría escuela en el Reino Unido, introduciendo esta disciplina culinaria en toda Europa.[cita requerida]

## Tartas personalizadas

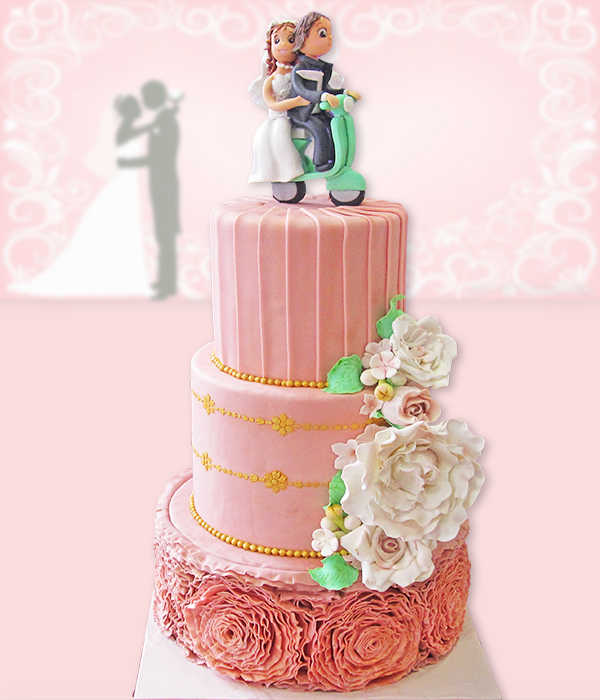
Tarta personalizada

Las tartas personalizadas parten de un bizcocho de sabor tradicional como puede ser vainilla, chocolate, zanahoria, o con una combinación de sabores más atrevidos tipo té verde y frutas exóticas, etc.
Los reposteros y especialistas en repostería creativa, se valen de ingredientes como:
- Pasta de azúcar (Fondant)
- Crema de mantequilla (Buttercream)
- Glaseado
- Isomalt
- Chocolate para modelar (Chocolate plástico)
- RKT (Siglas de Rice Krispie Treats. Se prepara con cereal de arroz inflado, nubes dulces (marshmallows) y mantequilla)

Estos ingredientes permiten hacer desde simples coberturas para pasteles, hasta impresionantes reproducciones de personas, animales o cosas, transformándose en verdaderas esculturas artísticas.
Como ocurre en la mayoría de las actividades relacionadas con este tipo de pastelería, se va modernizando y adaptando a nuevas tendencias y novedades en cuanto a la materia prima. Tal es el caso del reciente aumento del uso de chocolate para modelar o chocolate plástico, resultado de mezclar chocolate con glucosa. La combinación de dichos ingredientes genera una pasta elástica que se puede utilizar como cobertura para tartas o para hacer figuras de cualquier tamaño y forma. A pesar de su flexibilidad endurece lo suficiente como para lograr estructuras, a priori, imposibles de lograr con masas como el fondant.
Uno de los últimos elementos incorporados dentro de la decoración de tartas, es el papel comestible, sea papel de azúcar o papel de arroz. Puede utilizarse tanto para elaborar formas y complementos como flores, o incluso imprimir sobre ellos cualquier imagen con impresoras comunes, pero utilizando tinta comestible.

## Mesas dulces

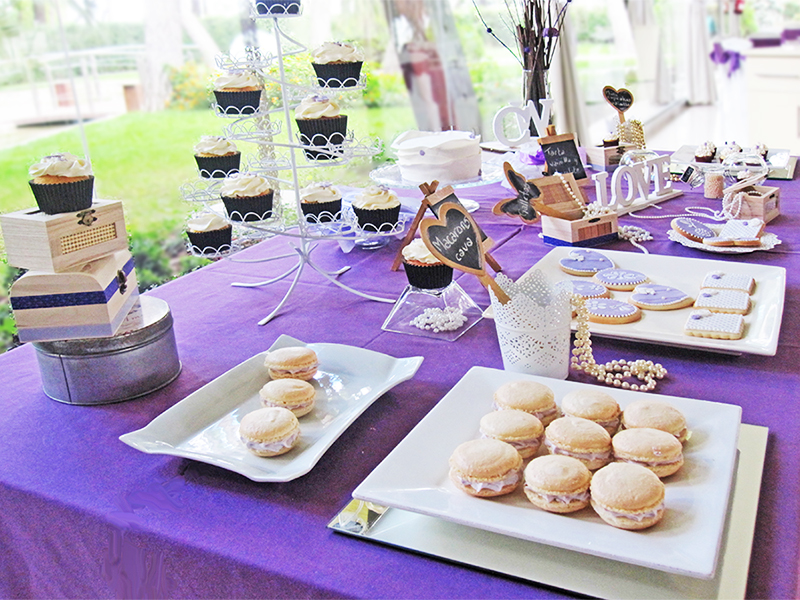
Mesa dulce

Una especialización dentro de la repostería creativa son las mesas dulces. Una forma de presentar de un modo organizado y artístico un conjunto de postres con especial mimo y cuidado en los detalles como colores, adornos, formas y decoración, acorde con la temática de la celebración.
Normalmente se utiliza una superficie plana como una mesa para colocar los postres y la decoración a juego, pero se pueden usar otro tipo de superficies como cómodas, librerías o muebles antiguos rehabilitados para tal fin.
Como decoración, se usan infinidad de materiales, vajillas y cubiertos de metal, cerámica o reciclados, flores, plantas, juguetes, lámparas, espejos, etc. Todo ello colocado de una manera armónica, siguiendo pautas como la simetría o asimetría de los complementos, cuidando el buen uso de colores y texturas.
Como ejemplo del contenido de una mesa dulce puede contener en la misma presentación:
- Tartas
- Galletas decoradas
- Cupcakes
- Cakepops
- Bombones
- Tartaletas
- Merengues
- Golosinas
- Caramelos
- Chicles

Una variante hermana de la mesa dulce, es el Candy Bar. Sigue exactamente las mismas pautas artísticas de decoración, pero conteniendo como elementos comestibles exclusivamente golosinas.